# Битка код Ембате
Битка код Ембате вођена је на лето 356. године п. н. е. између атинске војске са једне и војске острва Хиос са друге стране. Део је Савезничког рата, а завршена је потпуним атинским поразом.

## Битка
Атина на почетку рата трпи поразе. Хабрија, победник у бици код Наксоса, 357. п. н. е. гине у походу на Хиос. Следеће године Харесова војска која се на Хелеспонту борила против Трачана остаје без новца због чега се прикључује сатрапу Артабазу од Фригије у борби против цара. Харес је потучен и приморан да се врати у Атину. Цар је забранио сатрапима да узимају најамничку војску.
Исте године је Атина припремала нови поход на Хиос. Пред окршај је избила олуја због чега Атињани, сви сем Хареса, одбијају да наставе поход. Атинску флоту чинило је 120, а Хиоску 100 бродова. И поред бројчане надмоћи, Атина доживљава пораз у бици. Пораз у бици код Ембате довео је до брзог завршетка рата. Следеће, 355. године п. н. е., персијски цар шаље Атини ултиматум којим наређује да се Савезнички рат оконча и прихвате захтеви побуњеника. Атина је приморана да га послуша. Тако је распуштен Други атински поморски савез.